# ホーネット (CV-8)
ホーネット (USS Hornet, CV-8) は、アメリカ海軍の航空母艦。ヨークタウン級航空母艦の3番艦。艦名はスズメバチの英語名に因む。アメリカ海軍においてホーネットの名を受け継いだ艦としては7隻目にあたる。"Happy Hornet" "Horny Maru" といった愛称をもつ。
ミッドウェー海戦に繋がるドーリットル空襲を行ったドーリットル隊の母艦として有名であるが、1942年10月、南太平洋海戦にて沈没した。

## 艦歴

### 計画
ワシントン海軍軍縮条約が1938年に失効したことからアメリカにおいても新たな海軍増強計画が立てられたが、建造を急ぐためにまずは条約型空母のヨークタウン級の設計を使って一隻新造することを決定した。こうしてヨークタウン級3番艦「ホーネット」が誕生したが、条約の制限がなくなったため排水量を約100トン、全長も約8m拡大する等の修正が加えられ、改良型ともいえる。

### 進水

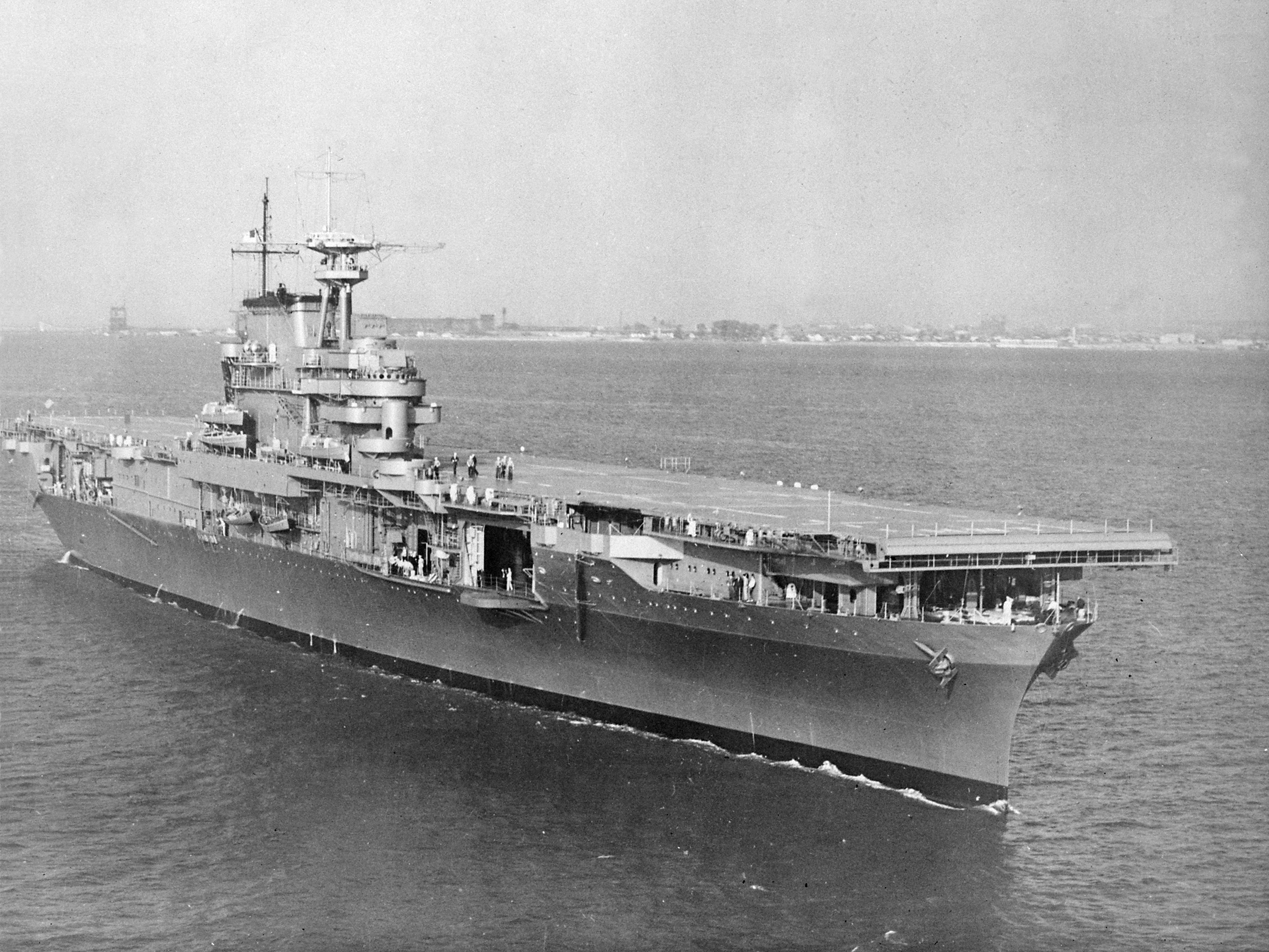
1941年10月27日、就役直後

「ホーネット」は1940年12月14日に海軍長官フランク・ノックス夫人、アニー・リード・ノックスによってバージニア州ニューポート・ニューズのニューポート・ニューズ造船所で進水し、1941年10月20日に初代艦長マーク・ミッチャー大佐の指揮下就役した。進水式の模様は日本でも『日本ニュース』第34号で報じられたが、船名は「ホーネ号」と称されていた。
なお、「ホーネット」に施された迷彩塗装はアメリカ海軍の採用していた「メジャー12」と呼ばれるもので、就役中に修正されたパターンを導入されている。すなわち艦体の上半分を明るいグレー、下半分を濃紺色で塗り分けるというもので、途中から塗り分けの境目を単純な一直線から複雑な波型に改め、艦橋にも濃いグレーの模様を描き加えている。

### ドーリットル攻撃
真珠湾攻撃前の日米関係が不安定な時期に、「ホーネット」はノーフォークから訓練航海に出航した。1942年に入って間もなく、13ミリ機銃が全て20ミリ機銃に交換された。1月31日、慣熟訓練は全て終了した。2月2日、将来の任務のヒントになる「事件」が起こった。この日、「ホーネット」は2機の陸軍航空隊所属のB-25爆撃機を搭載していた。海上での2機のB-25 は、艦の乗員に驚きと戸惑いを与えた。「ホーネット」は戦闘準備のためノーフォークに帰港し、1942年3月4日にパナマ運河経由で西海岸へ出航したが、乗員にはB-25での訓練が何を意味したのか気が付く者はなかった。

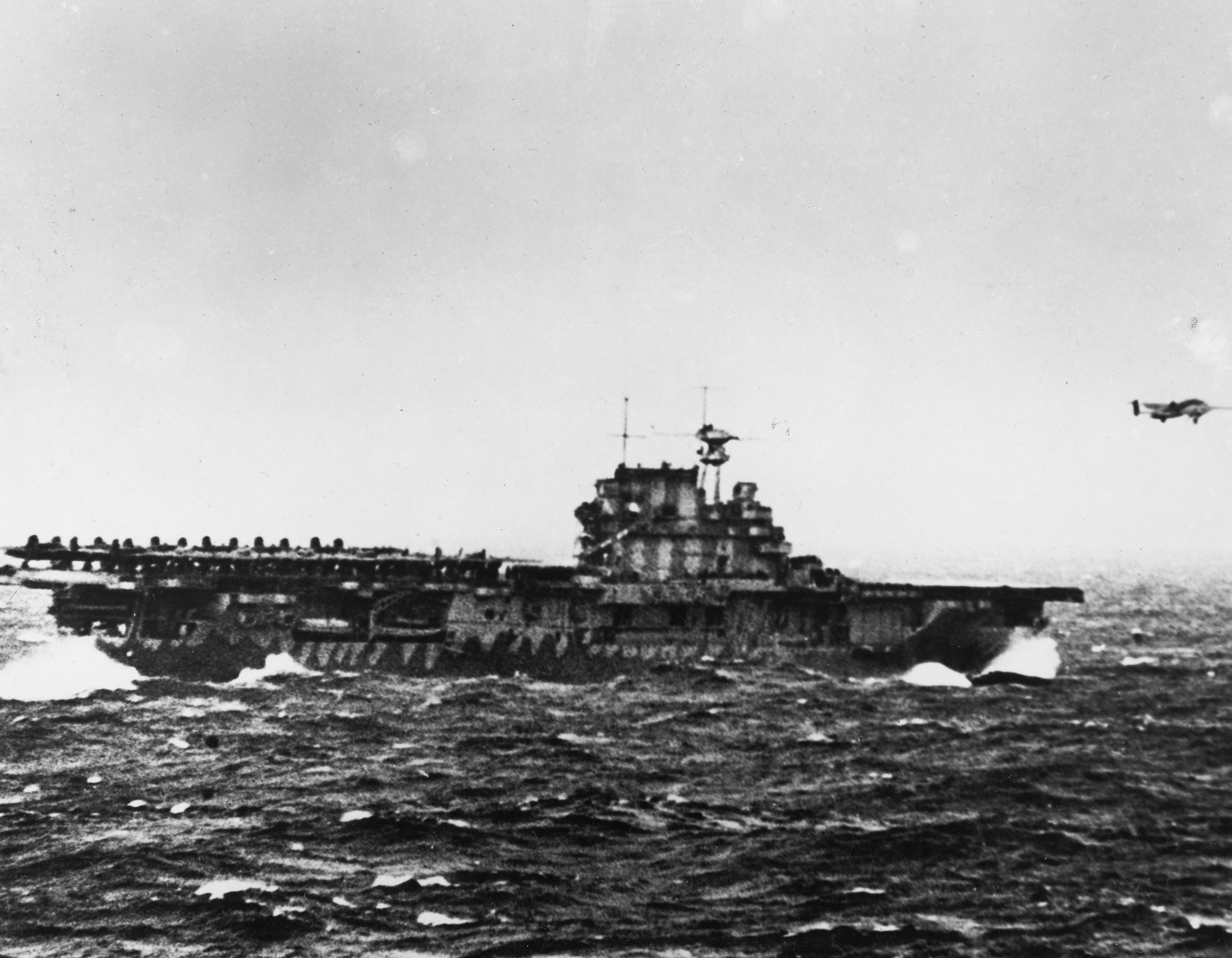
ドーリットル隊を発艦させる「ホーネット」

「ホーネット」は3月20日にアラメダの海軍基地に到着した。3月27日には、陸軍航空隊所属のB-25がアラメダに到着。「ホーネット」では固有の艦載機を格納庫に収納し、3月31日と4月1日に16機のB-25を飛行甲板に搭載した。これと同時に、ジミー・ドーリットル中佐指揮下の70名の士官と64名の兵員が乗艦した。ホーネットを中心とする部隊は第18任務部隊を名乗った。また、ホーネットを援護するため、ウェーク島および南鳥島への攻撃から帰投したばかりの空母「エンタープライズ (USS Enterprise, CV-6) 」を中心とする第16任務部隊（ウィリアム・ハルゼー中将）が合流して護衛任務にあたることとなった。
「ホーネット」は4月2日、陸軍航空隊員にその命令を秘密にしたままサンフランシスコを出航した。その日の午後、ミッチャー艦長は全乗組員に使命である「日本本土空襲」を通知した。ホーネットの艦内は大いに沸き立った。11日後の4月13日、4月8日に真珠湾を出撃した「エンタープライズ」以下の第16任務部隊と、ミッドウェー島北方で合流。第16任務部隊は、「ホーネット」以下の第18任務部隊の使命をこのとき知った。第18、第16両任務部隊は日本に向けて回頭した。4月16日、「ホーネット」艦上のB-25は出撃態勢に整えられ、翌日には最後の燃料補給を行った。
ドーリットル中佐率いる爆撃隊は、4月18日夕刻に予定発艦位置から発進し東京を始めとする日本の主要都市を夜間攻撃する予定であった。当初の予定では、発艦位置はおおよそ日本の沿岸から400マイル (640 km) 以内であったが、4月18日未明に「エンタープライズ」のレーダーが複数の目標を発見。次いで朝になって犬吠埼東方で特設監視艇「第二十三日東丸」に発見される。軽巡洋艦「ナッシュビル (USS Nashville, CL-43) 」が「第二十三日東丸」を撃沈するが、既に米艦隊発見は報告されており、機動部隊の存在と位置は日本海軍に察知される。場所は日本沿岸から600マイル (970 km) の地点で予定位置よりもはるか手前にあったが、「第二十三日東丸」による発見はハルゼー提督に攻撃隊の発艦を決意させることとなった。
爆撃隊は前日に発艦準備を整えていたが、40ノットを超える強風と30フィートに及ぶ波が激しいうねりとなり、艦は猛烈に揺れ艦首からの波は飛行甲板と乗員達を濡らした。ドーリットル中佐に率いられた爆撃隊は467フィートに及ぶ飛行甲板に固定されたが、最後尾のB-25は扇形に搭載され、飛行甲板の傾斜部分にあったためチェーンで固定されていた。繰り上げられた発艦命令が出ると、「ホーネット」は針路を変えて準備に入った。7時20分、ドーリットル機を手始めとして、8時20分までに日本の心臓部へ初の空襲を行う部隊として16機のB-25は全て発艦した。「ホーネット」は自艦の艦載機を飛行甲板に待機させ、「エンタープライズ」ともども針路90度で避退を開始し、全速力で真珠湾に向かった。日本語および英語両方のラジオ放送を傍受し、空襲の実施は14時46分に確認される。B-25を搭載・発進してからちょうど1週間後の4月25日朝、「ホーネット」は真珠湾に帰投した。「ホーネット」の任務は1年間公式には秘密とされ、フランクリン・ルーズベルト大統領は記者団の質問に対し、攻撃隊の発進位置を「シャングリラ」と回答して煙に巻いた。シャングリラはのちに、現実の空母となって姿を見せることとなった。
極秘任務から帰投した「ホーネット」は、珊瑚海海戦の支援を行うべく4月30日に真珠湾を出撃したが、海戦日の5月8日には間に合わず、「エンタープライズ」によりナウル島とバナバ島に対する攻撃を支援した後、ミッドウェー島に接近してくるであろう日本艦隊を迎撃すべく、5月26日に真珠湾に帰投して、補給と整備を猛スピードで終えて、わずか2日後に「エンタープライズ」とともに第16任務部隊を構成して出撃した。部隊は、当初率いる予定だったハルゼーが皮膚病になって入院したので、ハルゼーの推薦によりレイモンド・スプルーアンス少将に委ねられた。

### ミッドウェー海戦
ホーネットとエンタープライズの第16任務部隊は、空母「ヨークタウン (USS Yorktown, CV-5) 」を中心とする第17任務部隊（フランク・J・フレッチャー少将）と合流し、フレッチャーが両部隊を指揮した。「ホーネット」「エンタープライズ」と「ヨークタウン」は、各々の部隊が視覚信号で確認できる範囲内で個々に航行していた。6月5日、ミッドウェー島からの偵察機が南雲忠一率いる機動部隊および支援部隊、艦載機の接近を報じた。スプルーアンスは即座に「ホーネット」と「エンタープライズ」の艦載機を発進させた。しかし、「ホーネット」の艦載機の大半は日本艦隊を発見できず、機動部隊に接触しつつあった第8雷撃機隊 (VT-8) は唯一の生存者であるジョージ・H・ゲイ・ジュニア少尉を残して全滅し、SBD爆撃機も半数を燃料不足で海没させてしまった。残存機はミッドウェー島を経由してホーネットに帰ってきた。
フレッチャー率いる「ヨークタウン」が空母「飛龍」艦載機の反撃で損傷すると、フレッチャーは部隊の総指揮をスプルーアンスに委譲した。「ホーネット」は「エンタープライズ」ともども、自艦の艦載機の整備および反復攻撃の準備に加え、ヨークタウン艦載機の受け入れをしなければなかなかった。参謀は戦果を拡大すべく第2次攻撃隊の発進をスプルーアンスに求めたが、スプルーアンスの判断は慎重を極め、敵情をさらに重ねた上で、午後もだいぶ経ってから第2次攻撃隊の発進を命じた。ところが、第2次攻撃隊の発進は参謀のミスにより、「ホーネット」にはすぐには伝わっていなかった。「エンタープライズ」からの第2次攻撃隊発進に遅れること約1時間後、「ホーネット」からも SBD 16機が発進した。しかし、「ホーネット」からの第2次攻撃隊は、一部の機は1,000ポンド爆弾を搭載した代償で燃料を減らされており、大した行動が出来ず引き返してきた。夜になって、スプルーアンスは第16任務部隊を一時敵から離した。

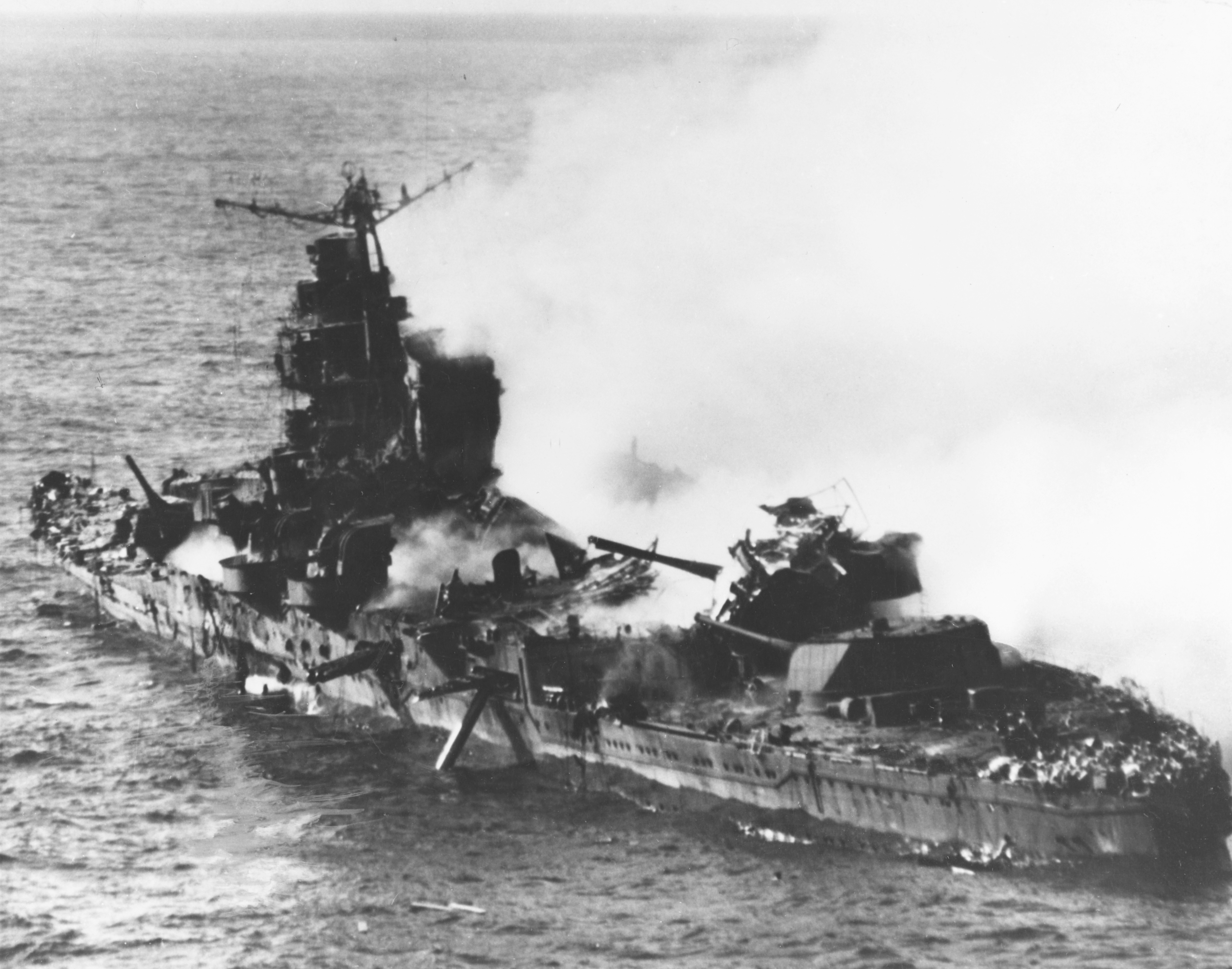
「ホーネット」、「エンタープライズ」機の攻撃で炎上傾斜する「三隈」

一日置いて第16任務部隊は再び西方に進撃し、退却する日本艦隊を追撃。「エンタープライズ」からの偵察機の情報により、「ホーネット」から SBD 26機が発進。直前に衝突して損傷していた重巡洋艦「最上」と「三隈」を、遅れてやってきたエンタープライズからの攻撃隊とともに3度にわたって爆撃し、「三隈」を撃沈して「最上」を大破させた。3日間の激闘を経て、第16任務部隊は燃料が残り少なくなり、乗組員やパイロットの疲労はピークに達しつつあった。スプルーアンスはウェーク島の日本の航空部隊の傘には入るまいと、戦闘を打ち切って針路を補給部隊のいる方角に向けた。6月13日、「ホーネット」は「エンタープライズ」とともに真珠湾に帰投。一連の攻撃から得た勝利は、戦争の潮流を一気にアメリカ側に引き寄せた。しかし、スプルーアンスは海戦における「ホーネット」の動き、およびミッチャーの判断が気に食わなかった。スプルーアンスは、6月5日にホーネット機が南雲の機動部隊を攻撃しなかったから「ヨークタウン」が損傷したと考え、ミッチャーの報告は信用できないと断じた。
トーマス・B・ブュエルは、これらのせいでスプルーアンスはミッチャーに対し、後年第5艦隊と第58任務部隊でコンビを組むこととなるにもかかわらず偏見を持つようになったとしている。全滅した第8雷撃機隊 (VT-8) は、「任務に対する特別の英雄的行動と特筆すべき功績により」殊勲部隊章を与えられた。

### 南太平洋海戦
帰投した「ホーネット」は、三脚マストの上にCXAMレーダーを設置し、従来この位置にあったSCレーダーはメインマストに移動した。また、艦首部をはじめとして20ミリ機銃が30基から32基増設され、格納庫甲板に設置されていたカタパルトは撤去された。整備の後、真珠湾近海で訓練を行った。
8月7日、アメリカ軍はガダルカナル島に建設中の日本軍飛行場と部隊を急襲し、ガダルカナル攻防戦が始まった。この方面のアメリカ機動部隊はエンタープライズの他、空母「サラトガ (USS Saratoga, CV-3) 」「ワスプ (USS Wasp, CV-7) 」を中心としたフレッチャー少将率いる任務部隊がいたが、8月24日の第二次ソロモン海戦で「エンタープライズ」が損傷し、「サラトガ」は8月31日に潜水艦「伊26」の雷撃で損傷。「ワスプ」も9月15日に潜水艦「伊19」の雷撃で沈没し、即座に行動可能なアメリカ空母は、この時点で「ホーネット」ただ一隻となってしまった。「ホーネット」はただちにソロモン戦線に進出し、損傷した「エンタープライズ」も急ピッチで修理を行って真珠湾を出撃。10月24日にニューヘブリディーズ諸島北西海域で「ホーネット」と「エンタープライズ」の各任務部隊が合流。ガダルカナル島に対する日本側の動きを警戒することとなった。10月25日には偵察機が日本の機動部隊を発見していたが、無線封止と不手際により攻撃は成功しなかった。

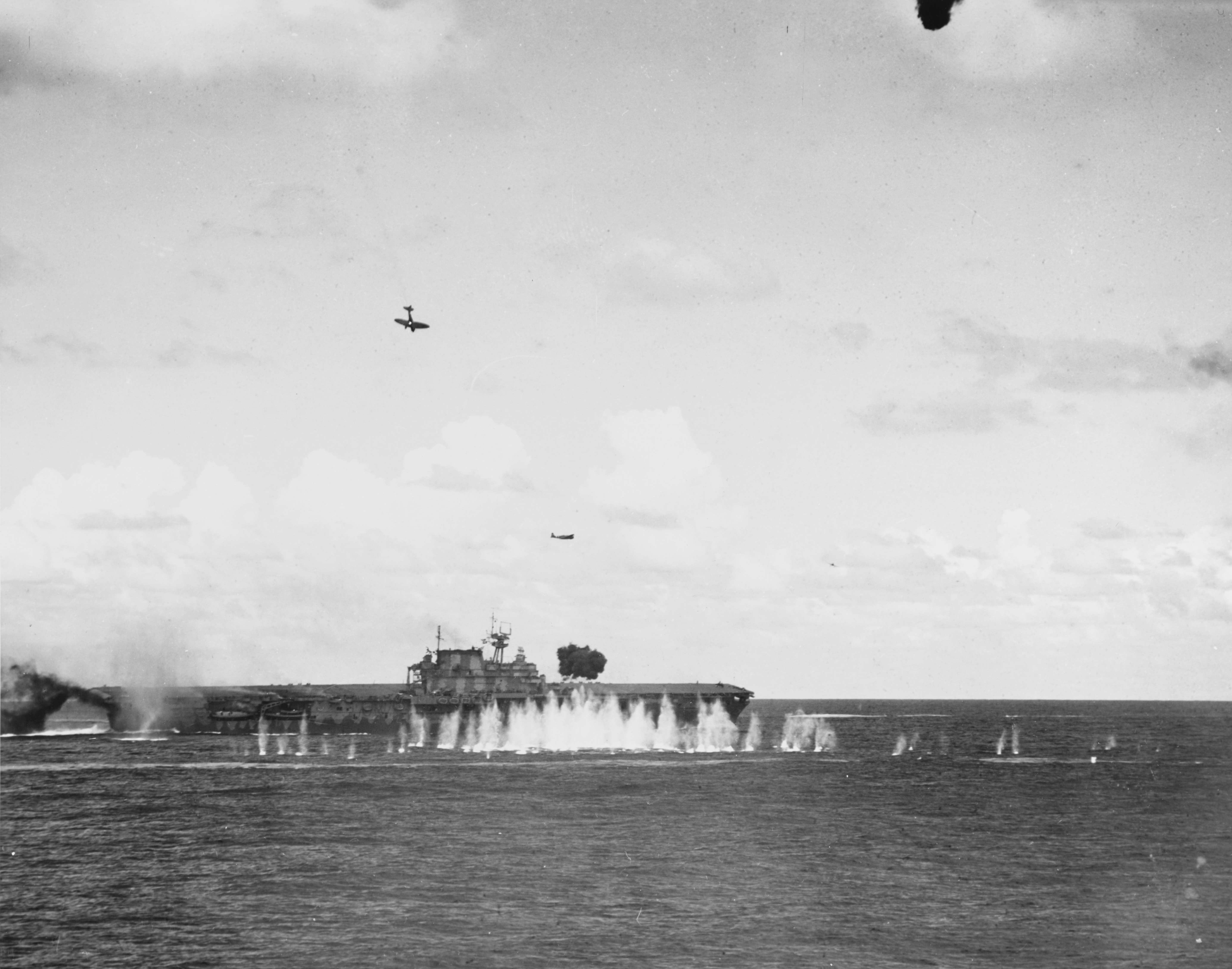
南太平洋海戦で日本海軍航空隊の攻撃を受ける「ホーネット」

10月26日の南太平洋海戦当日。アメリカ軍は再度日本機動部隊を発見し、「ホーネット」は早朝より第1次攻撃隊（F4F 8機、SBD 15機、TBF 6機）と第3次攻撃隊（F4F 7機、SBD 9機、TBF 9機）を飛ばした。第1次攻撃隊は7時27分に機動部隊を発見し、空母「翔鶴」に450キロ爆弾4発を命中させ、大破させた。第3次攻撃隊は空母を発見できなかったものの、重巡「筑摩」に爆撃を開始して撃破した。
しかし、「ホーネット」は入れ違いで殺到してきた日本側機動部隊本隊からの第1次攻撃隊（村田重治少佐指揮：艦攻20機、艦爆21機、零戦21機）に発見された。「エンタープライズ」がスコールの中に逃げ込んだので、「ホーネット」のみが打ちのめされる形となった。第1次攻撃隊の攻撃により、「ホーネット」には250キロ爆弾3発と魚雷2本が命中。艦爆と艦攻各1機（指揮官機である村田機含む）が体当たりした。「ホーネット」は被弾により艦内の動力を失い航行不能となり、火災が発生し、11度傾斜した。駆逐艦「モリス(USS Morris, DD-417) 」「ラッセル(USS Russell, DD-414) 」「マスティン(USS Mustin, DD-413) 」による支援も受けて消火には成功したが、依然航行不能であり重巡「ノーザンプトン (USS Northampton, CA-26) 」が曳航を試みた。だが、曳航索が切れやり直しとなった。続く日本軍の攻撃は「エンタープライズ」に向かい、損傷した「エンタープライズ」は「ホーネット」を残して退避した。
「ノーザンプトン」は前回より太いワイヤーを用いて「ホーネット」の曳航を再開したがそこに日本軍第二航空戦隊からの第2次攻撃隊（艦攻7機、零戦8機）が来襲した。攻撃を受けた際、「ノーザンプトン」が曳航索を切り離したためホーネットは停止状態であったが、命中した魚雷は1本だけであった。魚雷は第二エレベーター側部の右舷に命中し、これにより傾斜が14度に増大。チャールズ・メーソン艦長は総員退艦準備を発令した。続いて空母「瑞鶴」からの第3次攻撃隊（艦爆2機、艦攻6機、零戦5機）が「ホーネット」を攻撃。まず艦爆の攻撃により至近弾1発があり傾斜がさらに増大。艦長は総員退艦を命じた。次に艦攻が爆撃を行い800キロ爆弾1発が命中した。乗員の退艦終了後、第二航空戦隊の第3次攻撃隊（艦爆4機、零戦6機）が現れ「ホーネット」にさらに爆弾1発を命中させた。

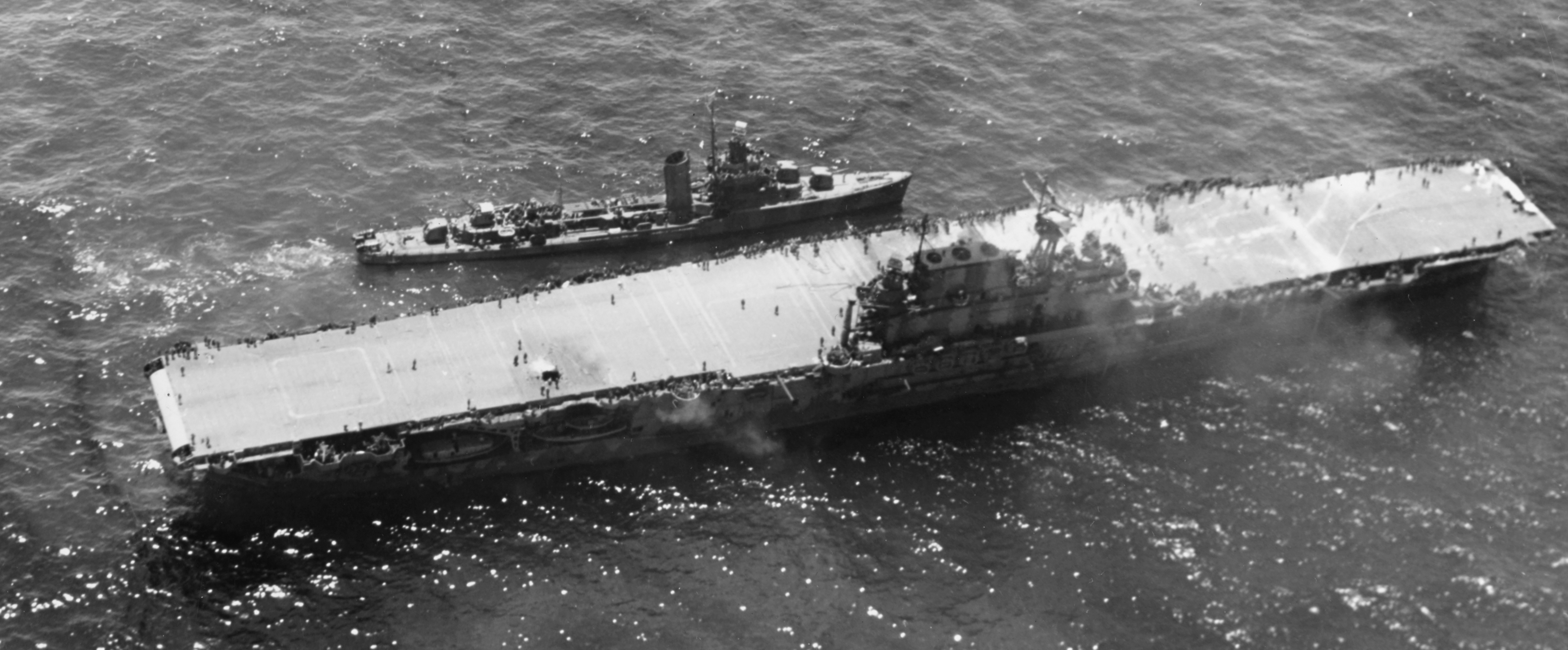
乗員を退艦させる「ホーネット」

このころアメリカ軍は「ホーネット」の放棄を決定し、駆逐艦「マスティン」および「アンダーソン(USS Anderson, DD-411) 」に処分を命じた。「マスティン」が魚雷8本を打ち込んで3本を命中させ、続いて「アンダーソン」も8本の魚雷を発射し6本を命中させるも「ホーネット」は沈まず、2隻はさらに5インチ砲弾430発を打ち込んだ。そうこうしている内に、日本艦隊が迫ってきたの両艦は避退していった。

### ホーネットの最期

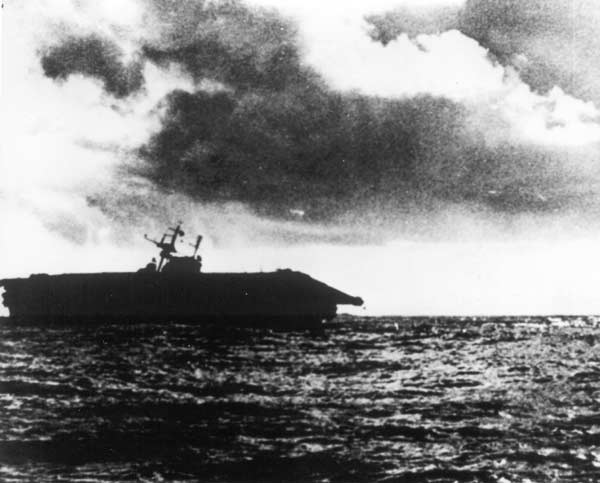
大きく傾斜しついに放棄される

「事情許さば、拿捕曳航されたし」と連合艦隊参謀長・宇垣纏少将の命令を受け、日が暮れようとする海原を前進した日本海軍第三艦隊は、彼方から遠雷のような砲声を聞いた。これは、先に「マスティン」と「アンダーソン」が「ホーネット」に砲弾と魚雷を撃ち込んでいた音だったと考えられた。第十駆逐隊の駆逐艦「秋雲」と「巻雲」は本隊から分離し、速力を上げて海上に漂う「ホーネット」に向かい、やがて炎上し漂流中の「ホーネット」を発見。「ホーネット」はいたるところから火を噴き、艦首からは曳航されていたことを物語るロープが数本垂れ下がっていた。日本側は連合艦隊司令部からの命令に従って拿捕曳航を行おうとしたが排水量に差がありすぎ、さらには火災が広範囲に広がっていたことから最終的に断念している。「秋雲」は12.7センチ砲24発を「ホーネット」に撃ち込んだが微動だにせず、爆雷での処分も検討されたが、爆雷の射程が短く断念された。結局、魚雷で処分することとなり、「秋雲」と「巻雲」からそれぞれ2本ずつ発射され、3本が命中した。この後、「秋雲」では「ホーネット」の断末魔を記録すべく、絵の上手な信号員に炎上中の「ホーネット」を描くよう命じた。艦長はスケッチの助けにしてやろうと、「ホーネット」に向けて何度もサーチライトを照射した。スケッチが終わり、やがて火災は艦全体に広がった。「秋雲」と「巻雲」が見守る中、「ホーネット」は10月27日午前1時35分、サンタクルーズ諸島沖に沈んでいった。乗員2,200名のうち140名が艦と運命を共にした。 
「ホーネット」が攻撃を受けるこの様子は艦上からフィルムに記録されており、このフィルムを鹵獲した日本では学徒出陣の映像と共に『日本ニュース』第177号「決戦」として上映され、有名な映像となっている。また、「秋雲」の信号員がスケッチした「ホーネット」の最期の姿も残されている。

### 備考
「ホーネット」は撃沈された最後のアメリカ軍正規空母であり、就役から沈没まで1年と7日で最も短命でもある（除籍は1943年1月13日）。この艦の喪失をアメリカ海軍は、活動できる空母が皆無となってしまったことを知られないよう秘匿しようとしたが、11月の大統領選挙を控えたルーズベルトが「悪いニュースを握りつぶした」との評判を避けるために早々に発表してしまい、海軍司令部は「敵に内情が筒抜けになった」と動揺した。
「ホーネット」は第二次世界大戦中の戦功で4つの従軍星章を受章した。沈没当時、建造中であったエセックス級航空母艦の4番艦は「キアサージ」と命名されていたが、改めて「ホーネット」を襲名することとなった。

## 残骸の発見
2019年2月12日、ポール・アレン創業の調査チームがソロモン諸島の沖合深さ5,330m地点に沈んでいるホーネットの残骸を発見した。艦尾部分の約45mは分断され約 1マイル (1,600 m) 離れた場所にある等、既にミッドウェー島付近で確認されている姉妹艦「ヨークタウン」に比べれば損傷は激しい。しかし艦番号や特徴的な迷彩塗装は調査写真ではっきり確認でき、共に沈んだ艦載機等も比較的良好な状態で残されている。